# Gabriel Sandu
Gabriel Sandu (né en 1954 à Bucarest) est un logicien et philosophe finlandais, professeur de philosophie théorique à l'université d'Helsinki, ancien professeur de logique à l'université Paris-1. 

## Biographie
Gabriel Sandu a une double formation en économie (1978, Bucarest) et en philosophie (1991, Helsinki) ; il a soutenu sa thèse sur la logique de la théorie des jeux en 1991, sous la direction de Jaakko Hintikka. Outre ses travaux sur la théorie des jeux, il a notamment travaillé sur la vérité et sur la philosophie du langage. 
Il est l'auteur avec Hintikka de la logique IF (en) (Independence-friendly logic).

## Œuvres

### En tant qu'auteur
- Gabriel Sandu & François Rivenc, Entre logique et langage, Paris, J. Vrin, 2009.
- Jaakko Hintikka & Gabriel Sandu, On the methodology of linguistics : a case study, Oxford, B. Blackwell, 1991.
- Liste complète de publications sur le site tuhat.halvi.helsinki.fi

### Autour de l'œuvre de Sandu
- Truth and games : essays in honour of Gabriel Sandu, édité par Tuomo Aho & Ahti-Veikko Pietarinen, Societas philosophica Fennica, 2006.